# Раннее средневековье на территории Азербайджана
В раннем средневековье территория современного Азербайджана входила в пределы Кавказской Албании и Армении. Территория была населена иранскими и дагестаноязычными албанскими племенами (единого и консолидированного албанского этноса не существовало), армянами. В арабских источниках Албания называлась Арраном. Албания являлась вассалом государства Сасанидов. Территория Кавказской Албании стало ареной войн между Византийской империей и империей Сасанидов. В середине VII века его завоевали арабы, которые упразднили царскую власть около 701 года и включили Арран в большое наместничество Арминия. На месте бывшей Албании возникли Государство Ширваншахов, Шекинское царство, и др. государства.

## В составе Сасанидской империи
Атропатена (около 227 года нашей эры) и Кавказская Албания (252-253 годы нашей эры) были завоеваны и аннексирована империей Сасанидов. Атропатена была включена в северные марзбаны Сасанидов. Албания превратилась в вассальное государство, но сохранила свою монархию. Правитель Албании не имел реальной власти, и большая часть гражданской, религиозной и военной власти принадлежала Сасанидскому марзбану (военный губернатор). Победа Сасанидов над римлянами в 260 году нашей эры, а также аннексия Албании и Атропатена были описаны в трехъязычной надписи Шапура I на Каабе-е Зартошт в Накше-Рустаме.
В 343 году н.э. к власти в Албании пришел родственник сасанидского царя Шапура II (309-379), Урнайр (343-371). Вступил в союз с Шапуром II, Урнайр проводил частично независимую внешнюю политику. Согласно сведениям от Аммиана Марцеллина, албанцы предоставляли сасанидам военные силы (в частности, кавалерию) в их войнах против римлян, особенно во время осады Амиды (359), которая закончилась победой Сасанидов. После этой победы царь Шапур II начал притеснять христианскую религию в Албании.
Албанский царь Урнайр, женатый на сестре Шапура II, в 371 году принял участие в его походе против римского и армянского войска. Ожесточённое сражение на Дзиравском поле, в районе Багавана, однако, закончилось победой армян и римлян. Ранее отторгнутые области вновь были возвращены Армении.
В 450 году близ села Халхал произошло сражение между албанами, армянами и иберами с одной стороны и войсками сасанидского Ирана с другой. Сасанидская армия была разбита повстанцами христианской веры против зороастризма царя Ездигерда II, в результате которого территория Албании была очищена от персидских гарнизонов. После смерти Ездигерда II, между его сыновьями Ормуздом I и Перозом началась борьба за трон.
Приверженность царя Ваче II к христианству привела к войне между Персией и Кавказской Албанией. Ваче II объявил о своем непокорстве новому сасанидскому шахиншаху Перозу. Пероз поднял хайландурских (онокурских) гуннов на борьбу с албанским монархом. Те оккупировали Албанию в 462 году. Эта борьба закончилась сошествием на престол Ваче II в 463 году. Историк Мовсес Каганкатваци писал, что Албания оставалась без государя на протяжении 30 лет. Албания была превращена в марзбанство Сасанидской империи.
Почти 30 лет спустя монархия местных правителей была восстановлена в Албании племянником II Ваче - Вачаганом III - (487-510). Вачаган Благочестивый был принят на престол сасанидским шахиншахом Балашем (484-488). Вачаган III восстановил уступки албанских царей, снизил налоги и даровал христианам свободу.
В 510 году на Южном Кавказе Сасанидами были ликвидированы независимые государственные институты. Начался длительный период правления марзбанов (510-629) в Албании.
В конце VI-начале VII веков территория Албании стала ареной войн между Сасанидской Персией, Византией и Хазарским каганатом. В 628 году, во время третьей персидско-хазарской войны, последние вторглись в Албанию. Купцы и рыбаки были обложены налогами.
В начале VII века в Албании началось правление династии Михранидов (630-705). Эта династия происходила из провинции Гардман (ныне Шамкирский район) Албании. Партав (ныне Барда) был центром этой династии. По словам М. Каганкатваци, основателем династии Михранидов был Михран (570-590). С приходом к власти Вараз Григора (628-642), принявшего титул “князя Албании”, завершился период марзбанства.
Партав был столицей Албании во время правления сына Вараза Григора Джаваншира (642-681). Первоначально Джаваншир признавал власть сасанидского царя Ездигерда III (632-651). В 636-642 годах он являлся главой албанской армии союзником Ездигерда III. В битве при Кадиссии в 637 году, Джаваншир сражался на стороне Сасанидов против арабов. После падения империи Сасанидов в 651 году Джаваншир изменил свою политику и в 654 году перешел на сторону византийского императора. Константин II взял Джаваншира под свое покровительство, вследствие чего Джаваншир снова стал правителем Албании в границах от Иберии до реки Араз и «Гуннских ворот» (Дербент). В 662 году Джаваншир разгромил хазарские войска у реки Куры. Три года спустя (665) хазары снова напали на Албанию с большей силой и одержали здесь победу. Согласно договору, подписанному между Джаванширом и Хазарским каганом, албанцы согласились ежегодно платить дань. Взамен хазары вернули всех военнопленных и награбленный скот. Албанский правитель установил дипломатические отношения с Халифатом, чтобы защитить свою страну от вторжения с Каспийского моря. С этой целью он отправился в Дамаск и встретился с халифом Муавией (667, 670). В результате халиф не затронул внутренней самостоятельности Албании, и по просьбе Джаваншира налоги Албании были снижены на одну треть. В 681 году Джаваншир был убит византийскими феодалами. После его смерти хазары снова напали на Албанию и разграбили ее. Арабские войска ворвались в Албанию в 705 году, забрали последнего наследника Джаваншира, Вараз Трдат, в Дамаск и казнили его. Таким образом, в Албании был положен конец правлению династии Михранидов. Внутренняя независимость Албании была упразднена. Албанией начал править преемник халифа.

### Религия
Согласно местной традиции, христианство появилось в Кавказской Албании в I веке посредством святого Елисея, ученика святого Фаддея Эдесского. В Кавказскую Албанию христианство было введено из Армении. В царствование царя Урнайра, крещенного святым Григорием, Кавказская Албания официально приняла христианство, и оно начало постепенно распространяться. По свидетельству азербайджанского историка Исмаил-бека Зердабли, в период правления Сасанидского императора Ездигерда I (399-420) влияние албанской церкви усилилось. Однако, из-за попыток Ездигерда II укрепить централизацию в бюрократии путем навязывания зороастризма христианам внутри страны, зороастризм стал распространяться среди албанцев.  Мовсес Каганкатваци писал: “Строгий приказ Шахеншаха обязал нас прекратить поклонение нашей религии и принять языческую религию магов”.
В середине V века, при албанском царе Ваче II (440-463) - племяннике Ездигерда II, народ Кавказской Албании отказался от христианства и принял зороастризм. Христианские церкви были превращены в храмы, сама религия подверглась жестоким гонениям.
После смерти Ездигерда II в 457 году Ваче II изменил свою внутреннюю политику. Он отверг зороастризм и вернул былое влияние христианства. Распространяя христианство на Албанию, он стремился избавиться от власти Сасанидов.
В 481 году началось движение маздакитов, названное в честь лидера движения – Маздака и направленное против феодальной эксплуатации и сасанидского иго. Основная цель маздакитов заключалась в учреждении справедливого общества путём борьбы. Сасанидский шахиншах Кубад I воспользовался услугами маздакитов в борьбе против крупных феодалов. По его наущению, Маздак был назначен главным жрецом (мобедом). Амбары с хлебом открылись для народа. Достигнув своей цели, Кубад I, а затем и его сын Хосров I подавили движение маздакитов. Сам Маздак был казнён. Идеи маздакизма в дальнейшем воздействовали на появление в VIII веке движения хуррамитов.
В правление Вачагана III, в 498 году, в селении Алуен (Агуен) (нынешний Агдамский район), был созван албанский церковный собор для принятия законов, еще более укрепляющих позиции христианства в стране. В ходе собора был принят Кодекс из двадцати одного параграфа, формализующий и регулирующий важные аспекты структуры, функций, взаимоотношений Церкви с государством и правового статуса. Вачаган III принимал активное участие в христианизации Кавказских албанцев и назначении духовенства в монастырях по всей стране.

### Социально-экономическая и культурная жизнь
В период Сасанидов в Албании и Атропатене было распространено два вида землевладения: наследственное землевладение - дастакерт и условное землевладение - хостак. Дастакерт, появившийся в результате распада общинного землевладения, был распределен между представителями правящего класса государством. Хостак был отдан феодальной аристократии в обмен на ее вассальные услуги. В Албании также были сильны позиции общинного землевладения в лице свободных крестьян (азадов) с общинной землей. Общинные крестьяне платили налоги в государственную казну и выполняли определенные повинности.
В V-VI веках завершилось формирование феодального класса в Албании: "азады" и "нахарары". Нахарары не облагались налогами. Их главной задачей была военная служба; и поначалу они управляли целыми провинциями или округами. Во время правления Хосрова I (512-514) в Албании все мужчины в возрасте 20-50 лет, за исключением священников, писцов, аристократии и офицеров, были обложены налогами.
В раннем средневековье на территории современного Азербайджана было много оборонительных крепостей и заграждений. Ширванская стена была построена вдоль реки Гильгиль, в 23 километрах к северу от Бешбармагской стены. Бешбармагская стена начиналась от берега Каспийского моря и тянулась до Бабадага и Гильгильчая. Чираггала располагалась на вершине горы на территории современного Губинского района. Еще одно построение находилось на северном берегу реки Сомюр. Такие крепости, как Торпаггала (на берегу реки Алазань), Говургала (Агдамский район), Джаваншир-гала (Исмаиллинский район) и Чарабкерт-гала (Агдеринский район), были построены во времена правления Сасанидов.

## Включение территории Азербайджана в состав Арабского халифата
После сражений при Джалуле (637), Нахаванде и Хамадане в 642 году между арабами и сасанидами, арабы начали наступление на территорию Азербайджана. По словам Аль-Табари, “Азербайджан был завоеван в 22 году хиджры” (642-643). Разгромив Сасанидов в битве при Нахаванде, арабы вторглись на территорию Азербайджана и заключили соглашение с местным населением, согласно которому эти территории были переданы халифу Омару на условиях ежегодной уплаты джизьи.
В последующие годы местное население восстало против арабов, поэтому новый халиф Осман в 644-645 годах направил в Азербайджан армию под командованием Аль-Валида ибн Укбы. Между сторонами был заключен новый договор с более тяжелыми условиями. Аль-Валид послал группу своей армии под командованием Салмана ибн Рабиа на север. Армия Салмана двинулась в направлении Аррана и захватила Бейлаган. Затем арабы напали на Партав, столкнувшись здесь с сопротивлением местного населения. Через некоторое время население города вынуждено было заключить договор с арабами. Салман продолжил свою экспедицию на левый берег реки Куры и заключил договоры с губернаторами Габалы, Шеки, Шакашен и Ширвана. В 652 году Баб аль-Абваб (Дербент) был завоеван арабами. Затем Салман продолжил свой поход через территорию Хазарского каганата, однако проиграл сражение и был убит. В 655 году Халифат вновь направил на Кавказ армию под предводительством Хабиба ибн Маслама.
В период арабских нашествий на Кавказ, Атропатена (юго-восток современного Азербайджана) полностью утратила свою независимость, в то время как Кавказская Албания подчинялась арабам только в качестве вассала.

### Хазаро-арабские войны
В связи с началом гражданской войны и приоритетами на других фронтах, арабы воздерживались от повторного нападения на хазар вплоть до начала VIII века. Хазары, со своей стороны, предприняли лишь несколько набегов на закавказские княжества, которые частично находились под арабским владычеством: в набеге на Албанию в 661/662 году они потерпели поражение от местного князя, но в 683 или 685 году крупномасштабный набег через Закавказье оказался более успешным.
В 722-723 годах хазары напали на территории Южного Кавказа, однако арабская армия во главе с аль-Джаррахом аль-Хаками скоропостижно добилась успеха в изгнании хазар. Арабы пробились на север вдоль западного побережья Каспийского моря, вернув Дербент и наступая на столицу хазар Баланджар, захватили город и разместили пленных вокруг Габалы. Затем аль-Джаррах вернулся в Шеки с добычей и большим количеством пленных и разместил здесь свою армию.
В 730 году, после того как хазары разграбили многие города Азербайджана (иранская область южнее реки Аракс) и разгромили арабские армии (битва при Ардебиле, 730 год), арабы начали кампанию реванша. В начале 730-х годов арабы и хазары воевали за Дербент, в результате чего в 732 году город перешел под арабский контроль во главе с Масламой ибн Абд аль-Маликом. Арабы вновь разгромили армию хазар в 737 году и двинулись в центральные районы Хазарского каганата, пройдя через “Аланские ворота”. Южная часть Кавказа была возвращена под владычество арабов. Таким образом, попытки хазар установить контроль над Южным Кавказом оказались безуспешными.

### Восстания против Халифата

#### Причины
Внутренние конфликты в рядах Омейядов, обострение недовольства среди подконтрольных народов привели к социально-политическому кризису в Халифате. В те времена территория бывшей Албании являлась центром затяжного восстания против халифата. Приход Аббасидов к власти в середине VIII века не облегчил положения и жизни населения Аррана. Отныне лишь небольшая часть налогов уплачивалась естественным путем (натурой).

### Первые выступления
В 748 году в Бейлагане вспыхнуло восстание против династии Омейядов под предводительством Мусафира ибн Кесира, прозванного "Аль-Кассаб". Вдохновителем этого выступления был Аль-Дахак ибн Кайс аш-Шебани, лидер хариджитов. Восставшие захватили крепость Бейлаган и освободили всех пленных. Воодушевленные этим успехом, мятежники двинулись на Партав, разгромили арабский гарнизон и убили местного правителя Асима ибн Езида. Карательная армия, посланная Омейядами, не смогла подавить это восстание. Со сменой власти в Халифате Аббасиды смогли усмирить мятежников. Лидеры восстания были убиты. В 752 году местные жители Шамкира восстали против арабских переселенцев, поселившихся в городе, но Аббасиды вскоре подавили и это восстание.

### Движение хуррамитов
Движение иранских хуррамитов являлось религиозным и политическим движением против Арабского халифата. Основные идеи роднили их с маздакитами. Согласно сведениям от Аль-Табари, впервые хуррамиты были упомянуты в 736 году.
Крестьянские массы Азербайджана (южнее реки Аракс, особенно в горном регионе) сохраняли свои происламские убеждения, связанные с зороастризмом и маздакизмом. Поводом для восстания послужило то, что арабы собирали большую часть сельскохозяйственной продукции с крестьян в качестве налогов (харадж), тем самым эксплуатируя их. Хуррамиты пытались освободить крестьян от феодальной зависимости и уравнять государственные налоги. Впервые хуррамиты выступили в 778 году. В 808 году произошло второе восстание хуррамитов.
Лидером движения хуррамитов в Азербайджане являлся Джавидан (с 807-808 по 816-817 годы). Его штаб-квартира находилась в крепости Базз, расположенном недалеко от реки Аракс. Лидером другого хуррамитского движения был Абу Имран, который часто вступал в столкновения с Джавиданом. Во время одного из столкновений в 816 году, Абу Имран был разбит и убит, а Джавидан был смертельно ранен и вскоре умер. Лидером движения стал Бабек, ученик Джавидана.
Табари пишет, что Бабек начал свое восстание в 816-817 годах. Поначалу халиф аль-Мамун мало обращал внимания на восстание Бабека из-за трудностей вне страны. 73 Вскоре халиф направил полководца Яхью ибн Муадха сражаться против Бабека в 819-820 годах, но это не увенчалось успехом. Два года спустя Бабек одолел войска Иса ибн Мухаммада ибн Аби Халида. В 824-825 годах арабские полководцы Ахмад ибн аль-Джунайд и Зорайк ибн Садака были посланы для подавления восстания Бабека. Бабек победил их и захватил Джунайда в плен. В 827-828 годах на борьбу против Бабека был выслан Мухаммад ибн Омайд. Несмотря на несколько одержанных им побед, в последней битве при Хаштадсаре в 829 году его войска были разбиты Бабеком. В 833 году халифа Аль-Мамун скончался. Влияние Бабека распространилось  на юг до окрестностей Ардебиля и Маранда, на восток до Каспийского моря и Шамахинского района и Ширвана, на север до степи Мукан (Мохан) и берега реки Аракс, на запад до районов Джульфа, Маранд”.
В 833 году большое количество людей из Хамадана и Исфахана присоединились к движению хуррамитов и поселились вблизи Хамадана. Новый халиф аль-Мутасим послал войска под командованием Эс-Саака Ибрагима, которые нанесли хуррамитам поражение в битве под Хамаданом. Согласно Табари и Ибн аль-Асиру, было убито 60 000 хуррамитов.
В 835 году аль-Мутасим послал Хайдхара ибн Кавуса Аль-Афшина. По словам Саида Нафиси, Афшин сумел привлечь на свою сторону врагов Бабака и втянуть Бабека в новое сражение, в котором погибли боевые товарищи Бабека, Исма и Тархан. Сам Бабек скрылся в крепости Базз.
Перед отъездом Афшина халиф послал группу под командованием Абу Саида Мухаммеда восстановить разрушенные Бабеком форты между Зенджаном и Ардебилем. Хуррамиты под командованием Муавии напали на арабов, но последним удалось одержать победу, что Табари записал как первое поражение Бабека.
Последняя битва между арабами и хуррамитами произошла в крепости Базз в 837 году. Хуррамиты были разбиты. Бабек достиг реки Аракс. Его целью было объединиться с византийским императором, собрать новые силы и продолжить борьбу. Было объявлено, что халиф аль-Мутасим даст награду в размере 2 миллионов дирхамов тому, кто передаст Бабека живым. Бывший союзник Бабека, армянский князь Сахл ибн Сумбат, передал Бабака арабам, и 14 марта 838 года Бабек был казнен в городе Самиру.
Движение хуррамитов оказало влияние на последующие антиарабские протесты во многих городах Азербайджана. В период ослабления Арабского халифата на территории Аррана стали возникать независимые государства.

### Система административного управления
При Омейядах административная система позднесасанидского периода была в значительной степени сохранена, каждый квартал государства был разделен на провинции, провинции - на округа, а округа - на подрайоны. Затем халифат создал эмиратскую систему управления большими территориями. В период правления Аббасидов число эмиратов увеличилось. Человек, который правил эмиратом, назывался эмиром и назначался халифом. Эмираты делились на магалы, каждый магал – на 12 участков, в состав каждого входило 12 деревень. Территория нынешнего Азербайджана была включена сначала в четвертый эмират, затем в третий.
Армия Халифата первоначально состояла только из мусульман в качестве регулярных солдат. Позднее, по мере завоевания новых земель, местным жителям неарабского происхождения, принявшим ислам, было разрешено присоединиться к армии. Арабы переселили десятки тысяч арабских семей из Басры, Куфы, Сирии и Аравии в Азербайджан, чтобы создать для себя более надежную социальную базу и арабизировать население.
Существовали два основных вида налогов: харадж (поземельный налог) и джизья (подушный налог с немусульман). Иной вид налога - хумс собирался с мусульманского населения в качестве пятой части движимого имущества и плодородных земель. Мусульманское население также платило закят как милостыню. Закят (благотворительный налог) взимался с скота, растений и фруктов, золота и серебра, а также с ремесленных изделий. Абшеронские нефтяные источники и соленые озера также облагались налогом.

### Экономическая жизнь
В экономической жизни Аррана IX-X веков особое место занимало рисоводство, широко распространенное в Шабранской, Ширванской, Шекинской и Ленкоранской областях. Также было распространено выращивание льна и хлопка. Искусственное орошение Муганских, Мильских и других равнин создавало особые условия для развития хлопководства.
Развитие торговли создало условия для быстрого развития верблюдоводства. В горных районах страны преобладала полукочевая форма скотоводства.

### Города
В IX веке ткачество стало высокоразвитой отраслью в городах Аррана. Аль-Истахри и Худуд Аль-Алам утверждали, что в X веке не было города, равного Барде. В Шабране и Ширване было развито шелководство
В то время Барда, известная как "мать Аррана" и резиденция правителей Халифата. Бардинский базар «Кюрки» являлся одним из самых популярных базаров на Ближнем Востоке.
Гянджа являлась одним из крупнейших городов Аррана во времена правления Халифата. По словам азербайджанского историка Исмаил-бека Зердабли, город Гянджа был “важным городом”, “обладал укреплениями, большим скотом с высокими стенами” и был “последним форпостом мусульманского мира на границах”.
Местные ремесленники изготавливали одежду, ковры, деревянную утварь из железного дерева для внутреннего и внешнего рынков Нахичевана (являвшемся тогда городом в Армении).
Города Ширван и Шамаха славились своими шелковыми изделиями. Шелк и шелковая одежда экспортировались в другие города Кавказа и Ближнего Востока.